# Zestoa
Zestoa è un comune spagnolo di 3 750 abitanti situato nella comunità autonoma dei Paesi Baschi.

## Società

### Evoluzione demografica
Abitanti censiti

### Lingue e dialetti
Il dialetto basco locale appartiene alla variante gipuzkoana.
Nel 2016, l'81,5% della popolazione era euskaldun ("basconfona"), e in comune era attiva una scuola di bertsolarismo.

## Amministrazione
Dalla Transizione spagnola ad oggi, le persone che hanno ricoperto la carica di sindaco (in basco alkatea, in spagnolo alcalde) sono state le sueguenti:
| Periodo | Periodo   | Primo cittadino             | Partito                              | Carica  | Note |
| ------- | --------- | --------------------------- | ------------------------------------ | ------- | ---- |
| 1979    | 1983      | Xabier Unane Alberdi        | Partito Nazionalista Basco (EAJ-PNV) | Sindaco |      |
| 1983    | 1987      | Tomas Etxabe Udabe          | EAJ-PNV                              | Sindaco |      |
| 1987    | 1991      | Santaigo Sargazazu Sorazu   | Herri Batasuna (HB)                  | Sindaco |      |
| 1991    | 1995      | Santaigo Sargazazu Sorazu   | HB                                   | Sindaco |      |
| 1995    | 1999      | Xabier Unanue Alberdi       | EAJ-PNV                              | Sindaco |      |
| 1999    | 2003      | Joseba Azpeitia Eizagirre   | Euskal Herritarrok (EH)              | Sindaco |      |
| 2003    | 2007      | Gorka Unanue Zabala         | EAJ-PNV                              | Sindaco |      |
| 2007    | 2011      | Alazne Ozaiola              | Eusko Abertzale Ezkintza (EAE-ANV)   | Sindaca |      |
| 2011    | 2015      | Leire Etxebarria            | Euskal Herria Bildu (EH Bildu)       | Sindaca |      |
| 2015    | 2019      | Josetxo Mendizabal Irigoien | EAJ-PNV                              | Sindaco |      |
| 2019    | 2023      | Mikel Arregi Urrutia        | EH Bildu                             | Sindaco |      |
| 2023    | in carica | Mikel Arregi Urrutia        | EH Bildu                             | Sindaco |      |